# 德布勒森歸正大教堂
德布勒森歸正大教堂（匈牙利語：Reformátús Nagytemplom）是匈牙利城市德布勒森的一座教堂。教堂位於德布勒森市中心，科蘇特廣場和加爾文廣場之間。教堂也是匈牙利新教教堂的象徵，是匈牙利最大的新教教堂。德布勒森也因為這座教堂而有「加爾文主義的羅馬」之稱。教堂為新古典主義風格建築，修建於1805年至1824年期間。

## 外部連結
- Photo gallery
- Live Webcam

47°31′55″N 21°37′26″E / 47.53194°N 21.62389°E